# Lichomolgus leptodermatus
Lichomolgus leptodermatus is een eenoogkreeftjessoort uit de familie van de Lichomolgidae. De wetenschappelijke naam van de soort is voor het eerst geldig gepubliceerd in 1957 door Gooding.